# Petrikovce
Petrikovce (Hongaars: Petrik) is een Slowaakse gemeente in de regio Košice, en maakt deel uit van het district Michalovce.
Petrikovce telt 190 inwoners.